# Pseudozonitis martini
Pseudozonitis martini là một loài bọ cánh cứng trong họ Meloidae. Loài này được Fall miêu tả khoa học năm 1907.